# Parafia św. Jadwigi Królowej w Pstroszycach Pierwszych
Parafia świętej Jadwigi Królowej w Pstroszycach Pierwszych – parafia rzymskokatolicka, znajdująca się w diecezji kieleckiej, w dekanacie miechowskim.